# یواس‌اس ویور (دی‌ئی-۷۴۱)
یواس‌اس ویور (دی‌ئی-۷۴۱) (به انگلیسی: USS Weaver (DE-741)) یک کشتی بود که طول آن ۳۰۶ فوت (۹۳ متر) بود. این کشتی در سال ۱۹۴۳ ساخته شد.